# سانا بيرسون
سانا بيرسون (بالسويدية: Sanna Persson)‏ هي ممثلة سويدية، ولدت في 18 أغسطس 1974.

## وصلات خارجية
- سانا بيرسون على موقع IMDb (الإنجليزية)
- سانا بيرسون على موقع قاعدة بيانات الأفلام العربية
- سانا بيرسون على موقع ألو سيني (الفرنسية)
- سانا بيرسون على موقع ميوزك برينز (الإنجليزية)
- سانا بيرسون على موقع أول موفي (الإنجليزية)
- سانا بيرسون على موقع قاعدة بيانات الأفلام السويدية (السويدية)
- سانا بيرسون على موقع قاعدة بيانات الفيلم (الإنجليزية)
- سانا بيرسون على موقع كينوبويسك (الروسية)